# هوهمادلي
هوهمادلي (بالإنجليزية: Hohmädli)‏ هو أحد جبال سلسلة جبال الألب البرنية وجزء من القمة الأم أوشسين يقع في كانتون برن، سويسرا. يبلغ ارتفاع الجبل حوالي 2021 متر، بينما يبلغ ارتفاع نتوء الجبل 168 متر.